# 青山耕平
青山 耕平（あおやま こうへい、1989年8月28日 - ）は、日本の男性声優。東京都出身。

## 人物
2010年3月に東京アニメーションカレッジ専門学校声優学科アニメ声優コースを卒業。2012年から2019年まで81プロデュースに所属。
趣味・特技は駄洒落、ドラム。
スキンヘッドがアイデンティティと語っており、長所は人に覚えてもらえること、短所に初見の人に怖がられることを挙げている。

## 出演

### テレビアニメ
2013年
- 東京レイヴンズ（呪捜官たち）

2014年
- 東京喰種トーキョーグール（2014年 - 2015年、喰種、従業員、捜査官、アオギリ兵、警備兵、CCG隊員）- 2シリーズ
- トライブクルクル（迫田リキ）

2015年
- 俺物語!!（柔道部副主将）
- かみさまみならい ヒミツのここたま（2015年 - 2016年、力士、陽太の父）
- 銀魂゜（ゴッさん）

2016年
- こねこのチー ポンポンらー大冒険（犬車の持ち主）
- DAYS（栄二の友人、蟻明4番、おっさん、観客）
- ナンバカ（囚人）
- パズドラクロス（都市計画課職員）
- ポケットモンスター XY&Z（兵士たち）
- マギ シンドバッドの冒険（兵士、男）

2017年
- 冴えない彼女の育てかた♭
- BanG Dream!（店員）
- ゼロから始める魔法の書（イタチの獣堕ち）

2018年
- こねこのチー ポンポンらー大旅行（運転手、少女の父）

### OVA
2014年
- IS 〈インフィニット・ストラトス〉 2 OVA ワールド・パージ編（隊員）

### ゲーム
2012年
- エクストルーパーズ（貴森賊神官）
- 龍が如く5 夢、叶えし者

### ドラマCD
- 恋戦隊LOVE&PEACE（戦闘員）
- 都立水商!2（男子生徒）

### 吹き替え

#### テレビドラマ
- 恋するマンハッタン（ギャヴィン、ダーネル）
- ティーン・スパイ K.C.

### 映画
- 会津侍 若松っつん 世界デビュー編（外国人カメラマンの声）[4]
- 神☆ヴォイス 〜THE VOICE MAKES A MIRACLE〜（ティンタン）[5]

### ボイスオーバー
- 好奇心の扉（デイヴ）

### その他
- 今日、恋をはじめます（男子生徒）